# Lumbrineris treadwelli
Lumbrineris treadwelli är en ringmaskart som beskrevs av Hartman 1956. Lumbrineris treadwelli ingår i släktet Lumbrineris och familjen Lumbrineridae. Inga underarter finns listade i Catalogue of Life.